# Kyle Busch
Kyle Busch (Las Vegas, 2 de maio de 1985) é um piloto de automóvel norte-americano competindo na NASCAR, tendo sido campeão em 2015 e 2019. Ele detém vários recordes na competição NASCAR, incluindo o maior número de vitórias numa temporada nas três primeiras séries da NASCAR (NASCAR Cup Series, NASCAR Xfinity Series e NASCAR Truck Series) com 24 vitórias, o que ele conseguiu em 2010. É detentor do recorde de vitórias em todas as três séries nacionais da NASCAR com 229. Além disso, detém o recorde de mais vitórias nas séries de Xfinity numa temporada com 13 em 2010, e o recorde geral com 102. Busch detém também o recorde de mais vitórias globais na série Truck Series com 61. A partir de 2019, é o único piloto na história a ter mais de 50 vitórias nas 3 primeiras séries da NASCAR.
É apelidado de Rowdy e Wild Thing pelo seu estilo de condução, e The Candy Man devido ao seu patrocínio de longa data com a Mars.
É irmão de Kurt Busch, também piloto e campeão da NASCAR Sprint Cup Series. 
Além da NASCAR, Kyle é também um dos donos da Rowdy Energy, uma marca de bebidas energéticas lançada em 2019 por si. Também criou a Kyle Busch Foundation, uma associação que ajuda crianças desfavorecidas e também em 2008 foi responsável por uma parceria com a Pedigree para ajudar cães em canis municipais. Já com a sua esposa, criou a Samantha and Kyle Busch bundle of joy fund, um fundo que pretende ajudar casais que necessitem de tratamentos de fertilidade.

## Adolescência e carreira
Busch começou a sua carreira de condução em 1998, pouco depois do seu 13º aniversário; de 1999 a 2001, Busch venceu mais de 65 corridas em lendas das corridas de automóveis, ganhando dois campeonatos de pista na Bullring de Las Vegas Motor Speedway, antes de passar para late models; Busch obteve dez vitórias em competições de late models na Bullring durante a temporada de 2001. Aos 16 anos de idade, Busch começou a competir na NASCAR Craftsman Truck Series, conduzindo o Ford nº 99 da Roush Racing como substituto de Nathan Haseleu, que foi lançado a meio da temporada 2001. Ele estreou-se no Indianapolis Raceway Park, batendo o 9º lugar na sua primeira corrida da série. Na sua segunda corrida na Chicago Motor Speedway, ele liderou até sua truck ficar sem combustível a 12 voltas do fim.
Em 2002, Busch formou-se um ano mais cedo com distinção na Escola Secundária de Durango em Las Vegas, Nevada, para se concentrar na sua carreira de piloto.

## Carreira na NASCAR

### Inicio
Kyle Busch iniciou na NASCAR aos 16 anos na categoria de caminhões, a Camping World Truck Series, entrou como substituto pela Roush Racing e conquistou dois Top 10 em 6 provas disputadas naquele ano de 2001. Era previsto uma temporada completa para o ano seguinte mas não ocorreu por causa da existência de um acordo entre a indústria tabagista e grande parte dos estados americanos proibindo a participação de menores de 18 em competições patrocinadas por esse tipo de indústria.
A NASCAR após esses incidentes, impôs uma idade mínima de 18 anos para participação em suas categorias deixando Busch afastado da categoria por 1 ano.

### Hendrick Motorsports

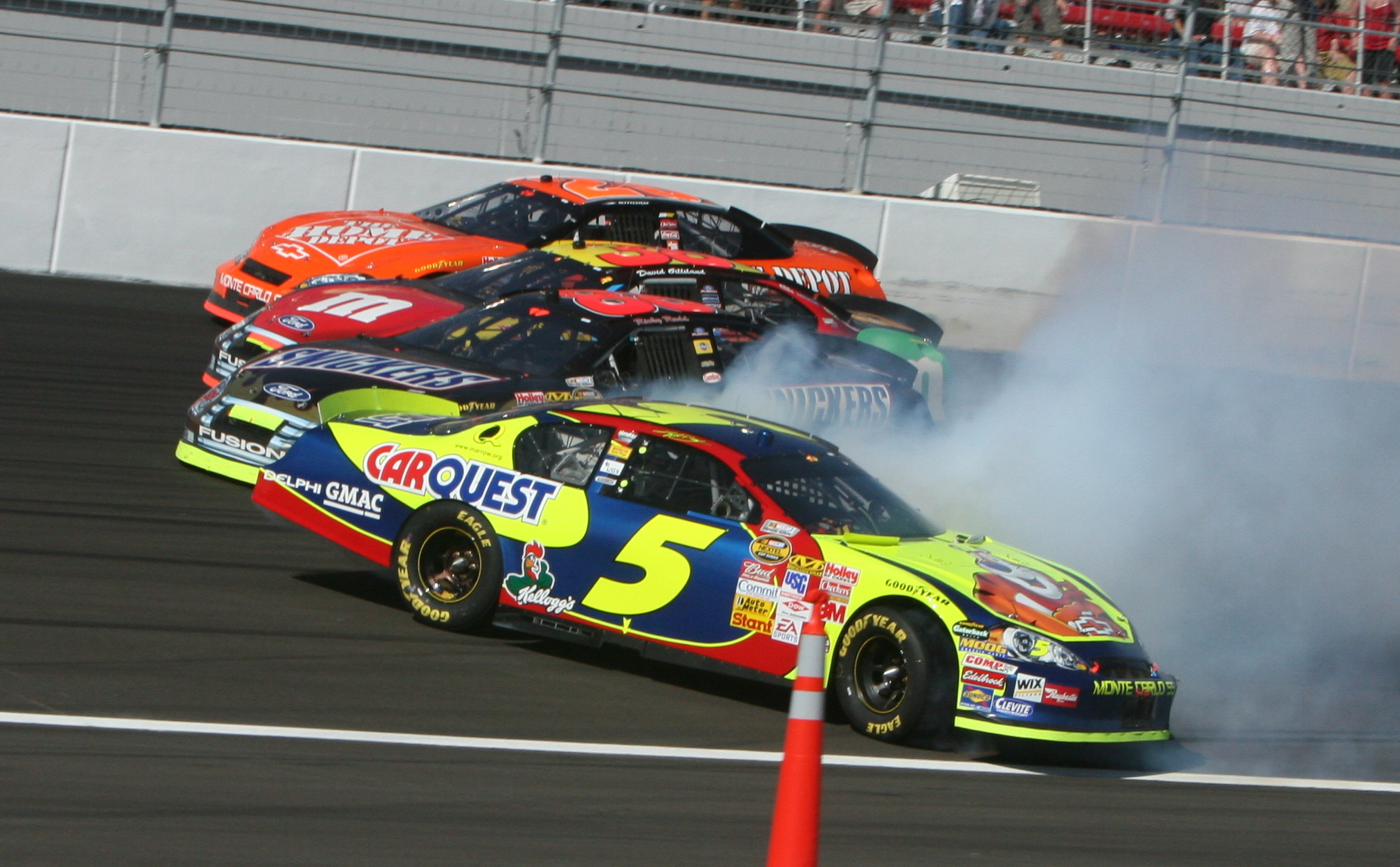
Carro nº5 pilotado por Kyle Busch na Hendrick Motorsports

Completando 18 anos em 2003, Kyle assinou um acordo para correr pela equipe Hendrick Motorsports na Nationwide Series onde correu em 7 provas, tendo conseguido ficar duas vezes em 2º lugar. Começou a sua primeira temporada na Busch Series a tempo inteiro em 2004, substituindo Brian Vickers no Chevrolet nº 5. Busch marcou a sua primeira pole da série na quarta corrida do ano no Darlington Raceway, e a sua primeira vitória em Maio no Richmond International Raceway na Funai 250, Busch ganhou mais quatro corridas nessa temporada. Busch facilmente conquistou o título de novato do ano vencendo 5 Corridas e terminando na segunda colocação do campeonato atrás de Martin Truex Jr. Nesse mesmo ano Busch também fez a sua estreia na NASCAR Cup Series, conduzindo o Chevrolet nº 84 da Hendrick Motorsports. Em 2005 começou a correr a tempo inteiro na NASCAR Cup Series e venceu facilmente o título de novato do ano nessa divisão conquistando 2 vitórias, a primeira dela no California Speedway tornando-o o mais jovem vencedor da história da primeira divisão da NASCAR com 20 anos e 125 dias de idade. Já em 2006 venceu uma corrida na Cup Series e outra na Xfinity Series onde terminou em 7º lugar. O ano de 2007 foi seu último ano na Hendrick Motorsports, que ficou marcado por ter vencido um total de 5 corridas, uma na Cup series onde corria a tempo inteiro e 4 na Xfinity Series.

### Joe Gibs Racing

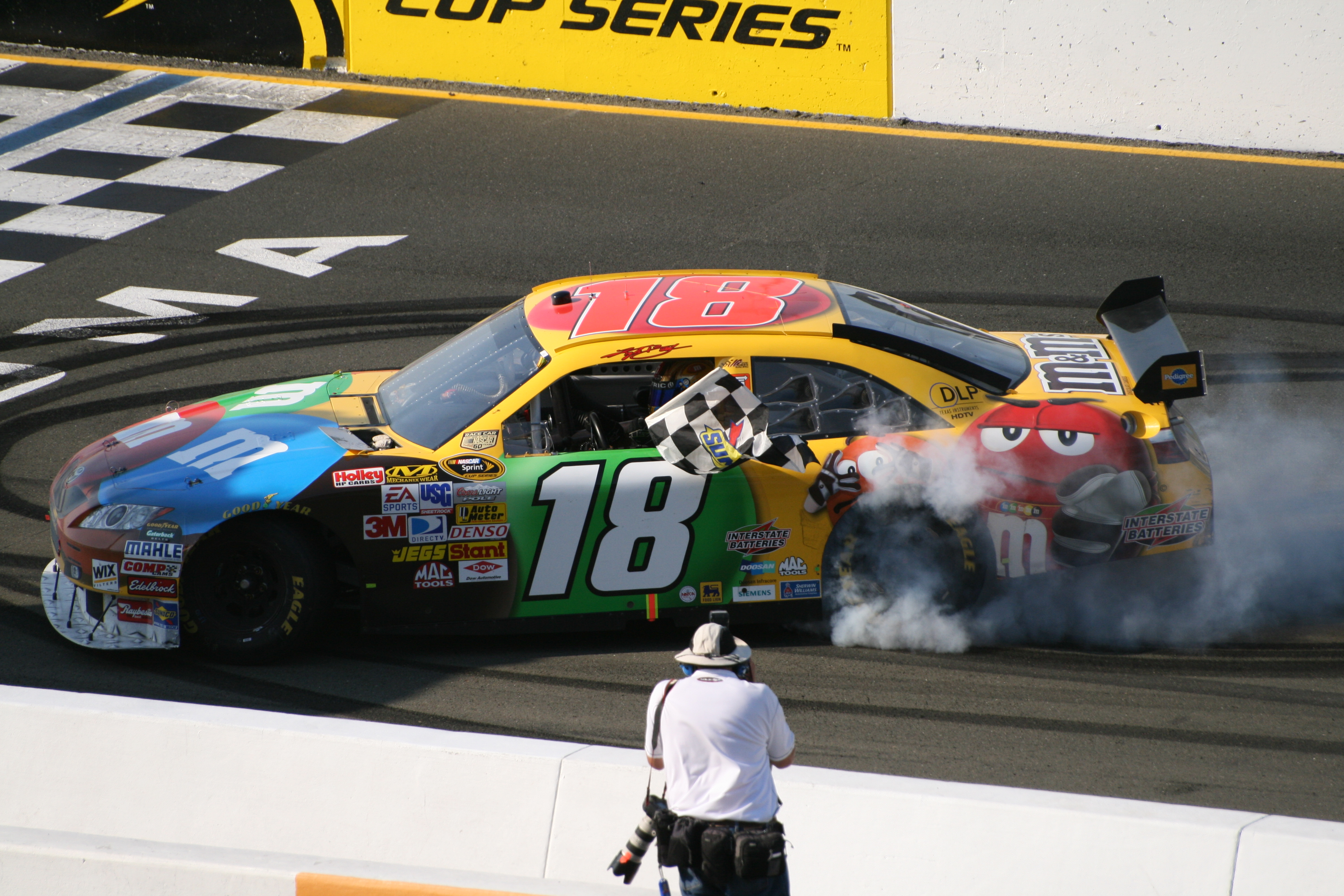
Kyle Busch no seu ano de estreia na Joe Gibs Racing após vencer em Infineon Raceway

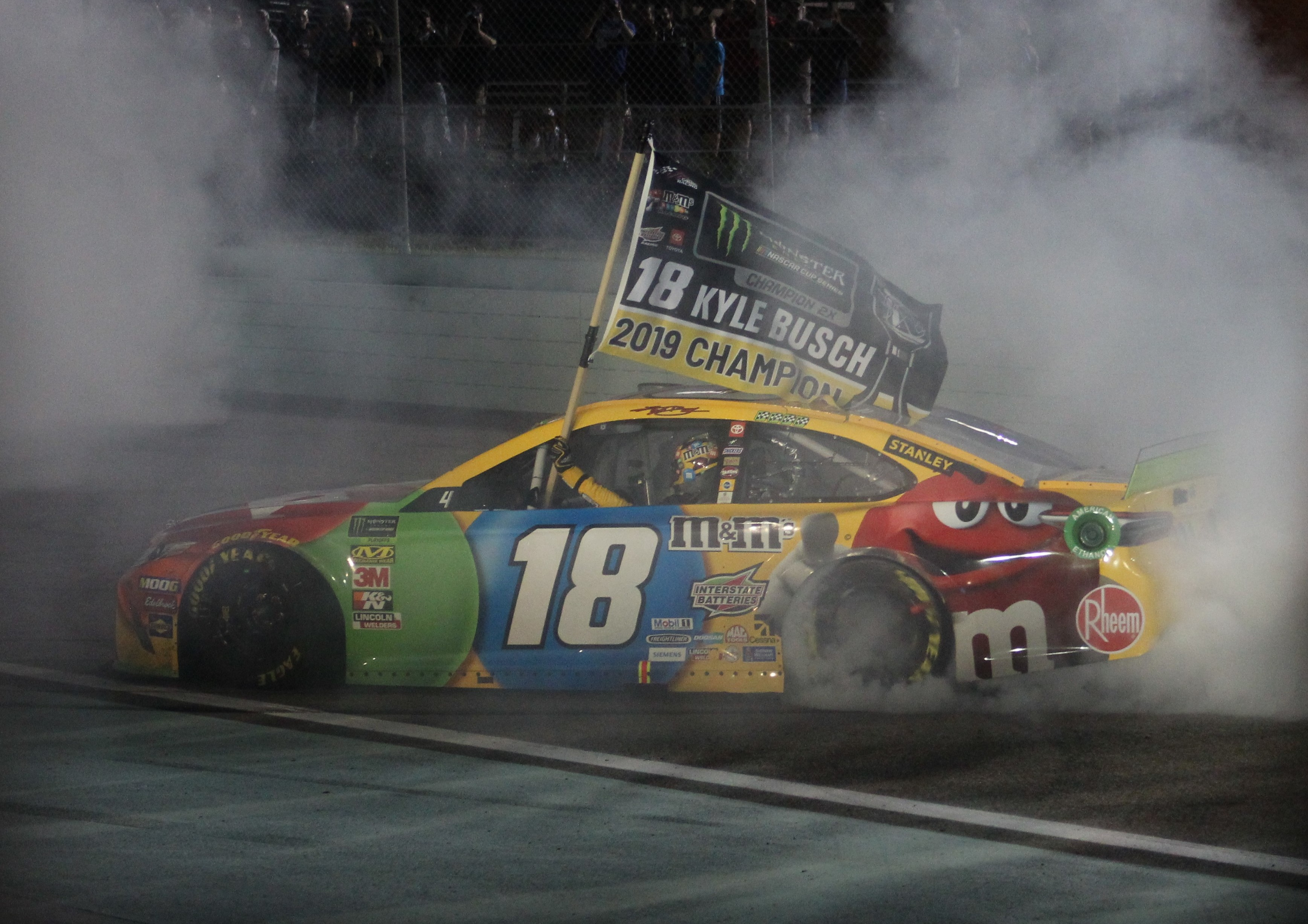
Kyle Busch em 2019 após ganhar a NASCAR Cup Series pela 2ª vez

Após vários carros destruídos, porém muitas vitorias Kyle Busch encerrou seu contrato na Hendrick em 2007 para que em 2008 fosse convocado para comandar o carro sob responsabilidade da Joe Gibbs Racing, o número 18, onde em 2008 venceu 8 das primeiras 21 corridas, em 2009 venceu 4 provas, dentre essas ambas em Bristol Motor Speedway, já em 2010 venceu 3 provas, em 2011 venceu 4 provas, em 2012 venceu apenas 1 vez, em 2013 venceu 4 provas terminando o campeonato em 4º lugar, a sua melhor classificação até àquela altura e em 2014 voltou a vencer apenas 1 vez. No ano de 2015 venceu a Cup Series pela primeira vez, ano em que teve um acidente que resultou na fratura numa perna e num pé, o que o afastou do campeonato durante 10 corridas, voltando em força tendo vencido 5 provas, 3 delas seguidas. Em 2016 acabou em 3º lugar com 4 vitórias, em 2017 terminou em 2º lugar, com 4 vitórias, em 2018 venceu 8 corridas, 3 delas seguidas terminando em 4º lugar. O ano de 2019 marcou a sua carreira, tendo ganho pela segunda vez a Cup Series tornando-se um dos poucos pilotos com 2 campeonatos vencidos na NASCAR. O ano de 2020 foi um dos mais difíceis para Kyle, devido à inexistência de "qualifying" e "practice" devido às medidas para evitar a propagação da COVID-19, ano em que apenas venceu uma vez, no Texas Motor Speedway.
Kyle corre com o patrocínio da Mars INC sob o banner da M&M's racing, e Interstate Batteries Racing. Na Nationwide series correu em 2008 e 2009 pela Joe Gibbs Racing, onde em 2008 consegui o recorde de  10 vitórias, sendo duas delas com o carro #20 que foi o campeão e em 2009 conseguiu 9 vitorias e o titulo de pilotos. Na Truck series venceu 7 vezes em 2009, e 8 em 2008 e em 2010 correrá com sua própria equipe, a Kyle Busch Motorsports, com o truck #18 e #56, pilotado por Tyler Malsam.

### Acidente e fratura na perna

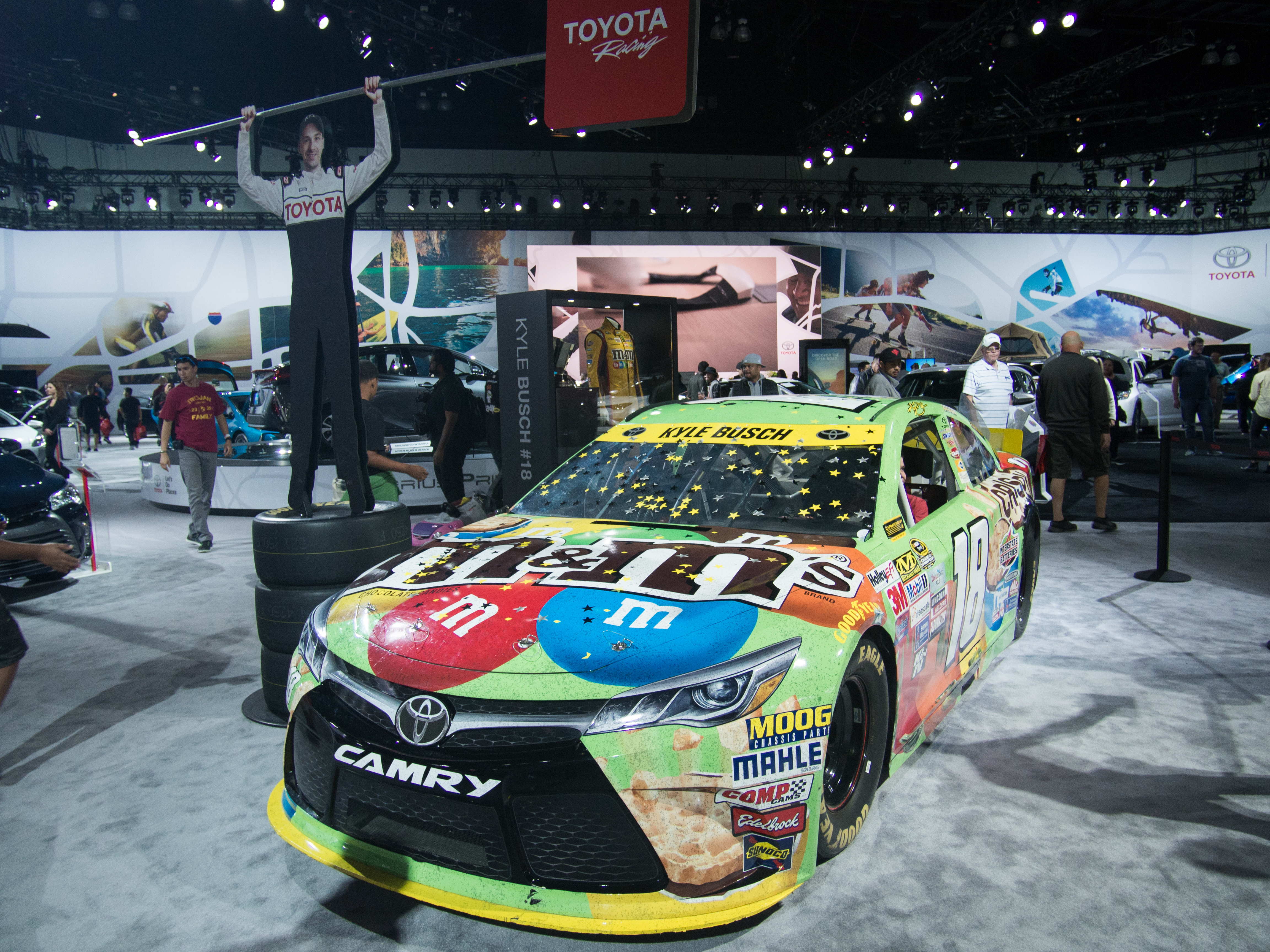
Carro com que Kyle Busch venceu a NASCAR em 2015.

Em 2015, Kyle quebrou sua perna na Alert Florida Today 300, na prova de abertura da Xfinity Series, em Daytona, o seu carro perdeu controle e bateu com força no muro que não tinha barreira de pneus, Kyle foi atendido na pista e foi levado de ambulância para um hospital da região, o piloto foi afastado da categoria e retornou apenas 10 provas depois, na Coca-Cola 600, venceu 4 etapas de 5 sendo 3 seguidas, incluindo Sonoma,Kentucky, New Hampshire e Indianápolis. O piloto conseguiu terminar entre os 30 primeiros do campeonato, garantindo assim sua vaga no Chase. No Chase, foi avançando pouco à pouco, até chegar no Final Four, ao lado de Kevin Harvick, Jeff Gordon e Martin Truex Jr.. Kyle venceu a última etapa, e o Harvick terminou em 2º, com isso Kyle se tornou o primeiro piloto da Toyota a conseguir o título da Sprint Cup. Essa foi a temporada dos sonhos para seus torcedores, nem os mais otimistas deles, previam um resultado tão fantástico como esse.

## Vitórias na NASCAR

### NASCAR -Sprint Cup Series[19]
- 2005 - Sony HD 500 (Fontana) e Checker Auto Parts 500 (Phoenix)

- 2006 - Lenox Industrial Tools 300 (New Hampshire)

- 2007 - Food City 500 (Bristol)

- 2008 - Kobalt Tools 500 (Atlanta), Aaron's 499 (Talladega), Dodge Challenger 500 (Darlington), Best Buy 400 (Dover), Toyota/Save Mart 350 (Sonoma), Daytona 400 (Daytona), LifeLock.com 400 (Chicagoland) e Centurion Boats at the Glen (Watkins Glen)

- 2009 - Shelby 427 (Las Vegas), Food City 500 (Bristol), Crown Royal presents the Your Name Here 400 (Richmond) e Sharpie 500 (Bristol)

- 2010 - Crown Royal presents the Your Name Here 400 (Richmond), Autism Speaks 400 (Dover) e Irwin Tools Night Race (Bristol)

- 2011 -  Food City 500 (Bristol), Crown Royal presents the Your Name Here 400 (Richmond), Quaker State 400 (Kentucky) e Pure Michigan 400 (Michigan)

- 2012 - Capital City 400 (Richmond)

- 2013 - Auto Club 400 (Fontana), NRA 500 (Texas), Cheez-It 355 at The Glen (Watkins Glen) e AdvoCare 500 (Atlanta)

- 2014 - Auto Club 400 (Fontana)

- 2015 - Toyota/Save Mart 350 (Sonoma), Quaker State 400 (Kentucky), 5-hour Energy 301 (New Hampshire), Brickyard 400 (Indianápolis) e Ford EcoBoost 400 (Homestead-Miami)

- 2016 - STP 500 (Martinsville), Duck Commander 500 (Texas), Go Bowling 400 (Kansas), Brickyard 400 (Indianapolis)

- 2017 - Overton's 400 (Pocono), Bass Pro Shops NRA Night Race (Bristol), ISM Connect 300 (New Hampshire), Apache Warrior 400 presented by Lucas Oil (Dover) e First Data 500(Martinsville)

- 2018 - O'Reilly Auto Parts 500 (Texas), Food City 500 (Bristol), Toyota Owners 400 (Richimond), Coca-Cola 600 (Charlotte), Overton's 400 (Chicagoland), Gander Outdoors 400 (Pocono), Federated Auto Parts 400 (Richmound) e Can-Am 500 (Phoenix)
- 2019 - TicketGuardian 500 (Phoenix), Auto Club 400 (Fontana), Food City 500 (Bristol), Pocono 400 (Pocono), Ford EcoBoost 400(Homestead-Miami)
- 2020 - Autotrader EchoPark Automotive (Texas)
- 2021 - Buschy McBusch Race 400 (Kansas), Explore the Pocono Mountains 350 (Pocono)
- 2022 - Food City Dirt Race (Bristol)

### NASCAR -Xfinity Series[19]
- 2004 - Richmond, Charlotte, Kentucky, Indianapolis Raceway Park e Michigan

- 2005 - Charlotte

- 2006 - Bristol

- 2007 - Daytona, Richmond, Kansas e Phoenix

- 2008 - Texas (x2), Phoenix, México City, Charlotte (x2), Chicagoland, Indianapolis Raceway Park, Fontana e Dover

- 2009 - Fontana, Texas (x2), Richmond, Nashville, New Hampshire, Gateway, Charlotte e Homestead-Miami

- 2010 - Fontana (x2), Phoenix, Texas, Dover (x2), Charlotte, New Hampshire, Chicagoland, Indianapolis Raceway Park, Iowa, Bristol e Homestead-Miami

- 2011 - Phoenix, Bristol (x2), Fontana, Talladega, Darlington, New Hampshire e Richmond

- 2013 - Phoenix (x2), Bristol (x2), Fontana, Texas, Darlington, Charlotte (x2), New Hampshire, Indianápolis e Chicagoland

- 2014 - Phoenix, Bristol, Dover (x2), Richmond, Kansas e Texas

- 2015 - Michigan, Indianápolis, Bristol, Chicagoland, Kansas e Phoenix

- 2019 - Las Vegas, Phoenix, Texas, Indiana
- 2020 - Charlotte
- 2021 - Austin, Texas, Nashville, Road America, Atlanta

### NASCAR -Camping World Truck Series[19]
- 2005 - Charlotte, Dover e Atlanta

- 2006 - Charlotte

- 2007 - Atlanta e Phoenix

- 2008 - Fontana, Atlanta e Bristol

- 2009 - Fontana, Atlanta, Bristol, Chicagoland, New Hampshire, Talladega e Texas

- 2010 - Nashville, Charlotte, Bristol, Chicagoland, New Hampshire, Talladega, Texas e Homestead-Miami

- 2011 - Phoenix, Nashville, Dover, Charlotte, Kentucky e New Hampshire

- 2013 - Charlotte, Dover, Bristol, Chicagoland e Homestead-Miami

- 2014 - Daytona, Kansas, Charlotte, Dover, Kentucky, Chicagoland e Texas

- 2015 - Pocono e Michigan
- 2016 - Martinsville e Chicagoland
- 2017 - Bristol
- 2018 - Las Vegas e Pocono
- 2019 - Atlanta, Las Vegas, Martinsville, Texas e Charlotte
- 2020 - Las Vegas, Homestead-Miami e Texas
- 2021 - Atlanta e Kansas

## Esquemas de pintura utilizados por Kyle Busch
Kyle é conhecido pela seu Toyota Camry amarelo da M&Ms nas corridas da NASCAR, apesar de algumas vezes também correr com outros esquemas da M&Ms ou com pinturas de outros patrocinadores, como a Interstate Batteries.  

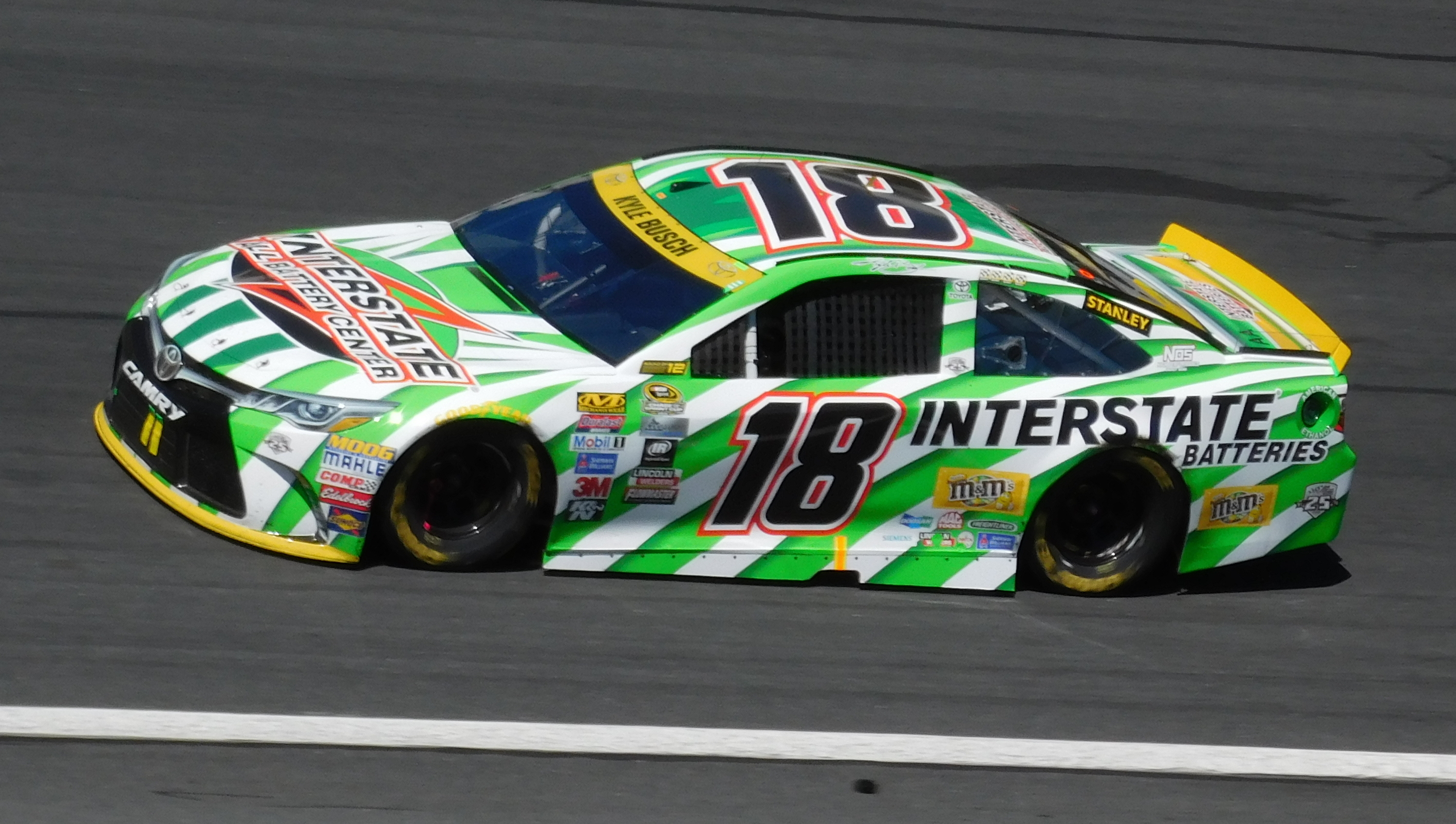
Kyle Busch com a pintura da Interstate Batteries
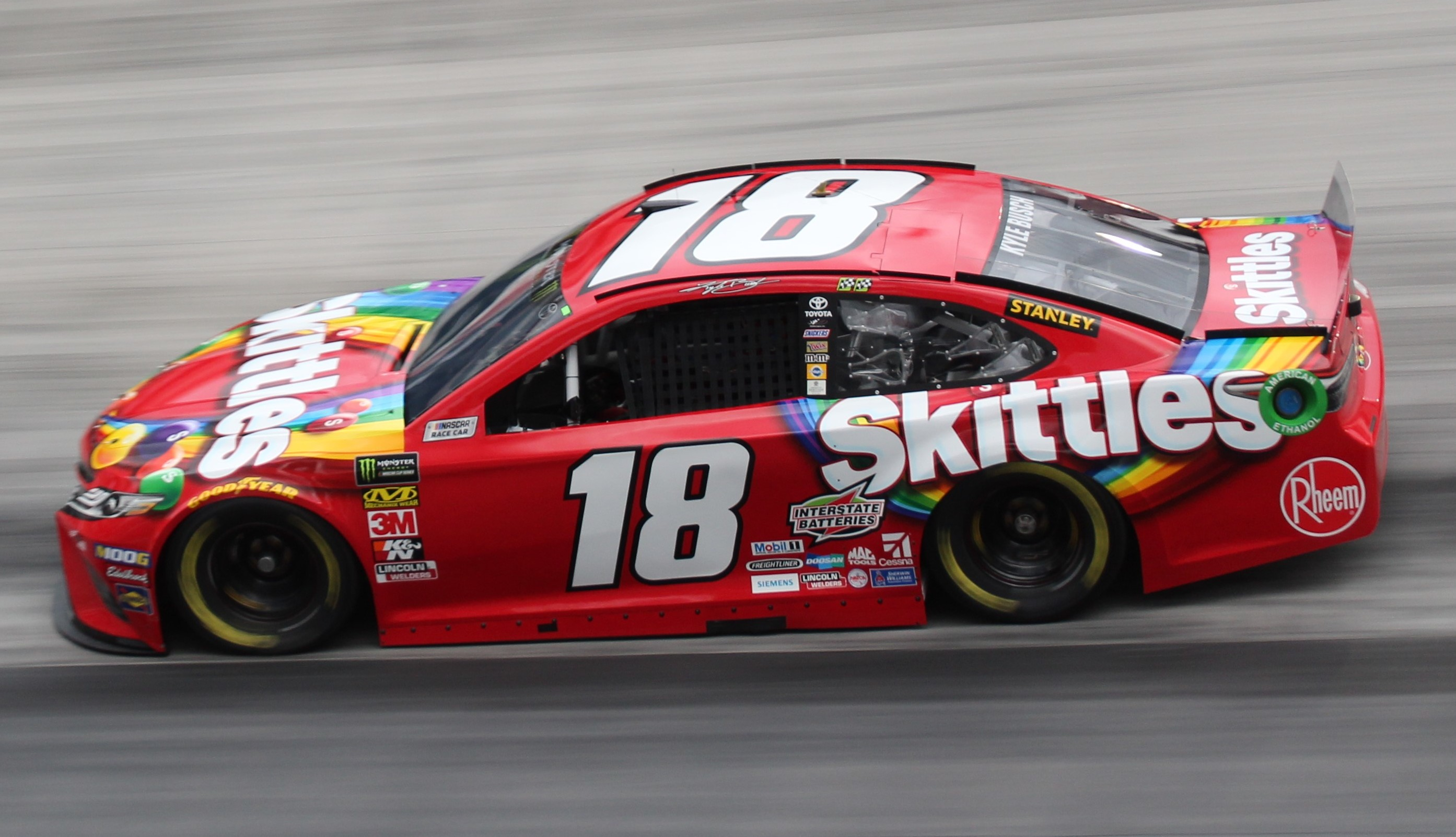
Kyle Busch com a pintura Skittles
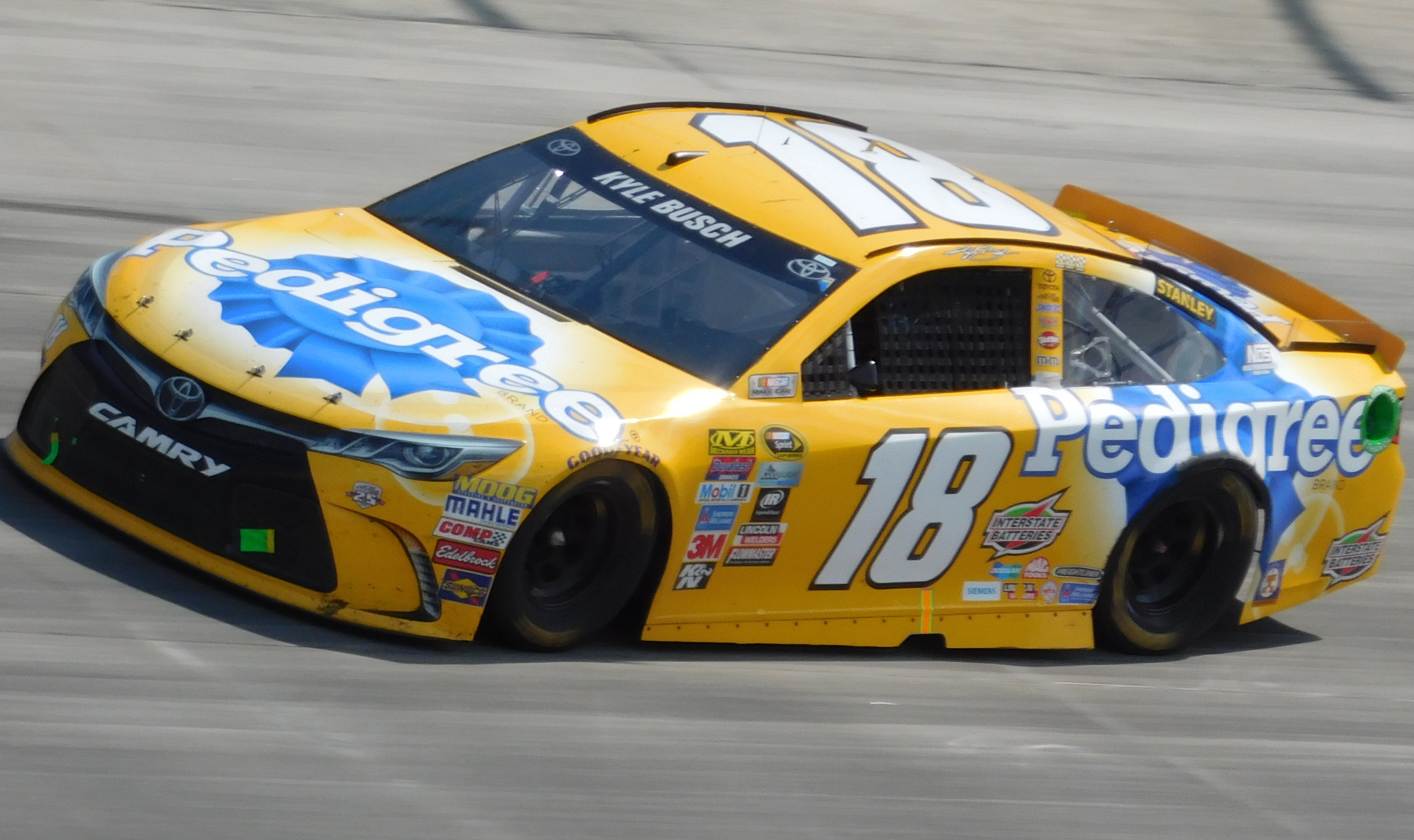
Kyle Busch com a pintura da Pedigree
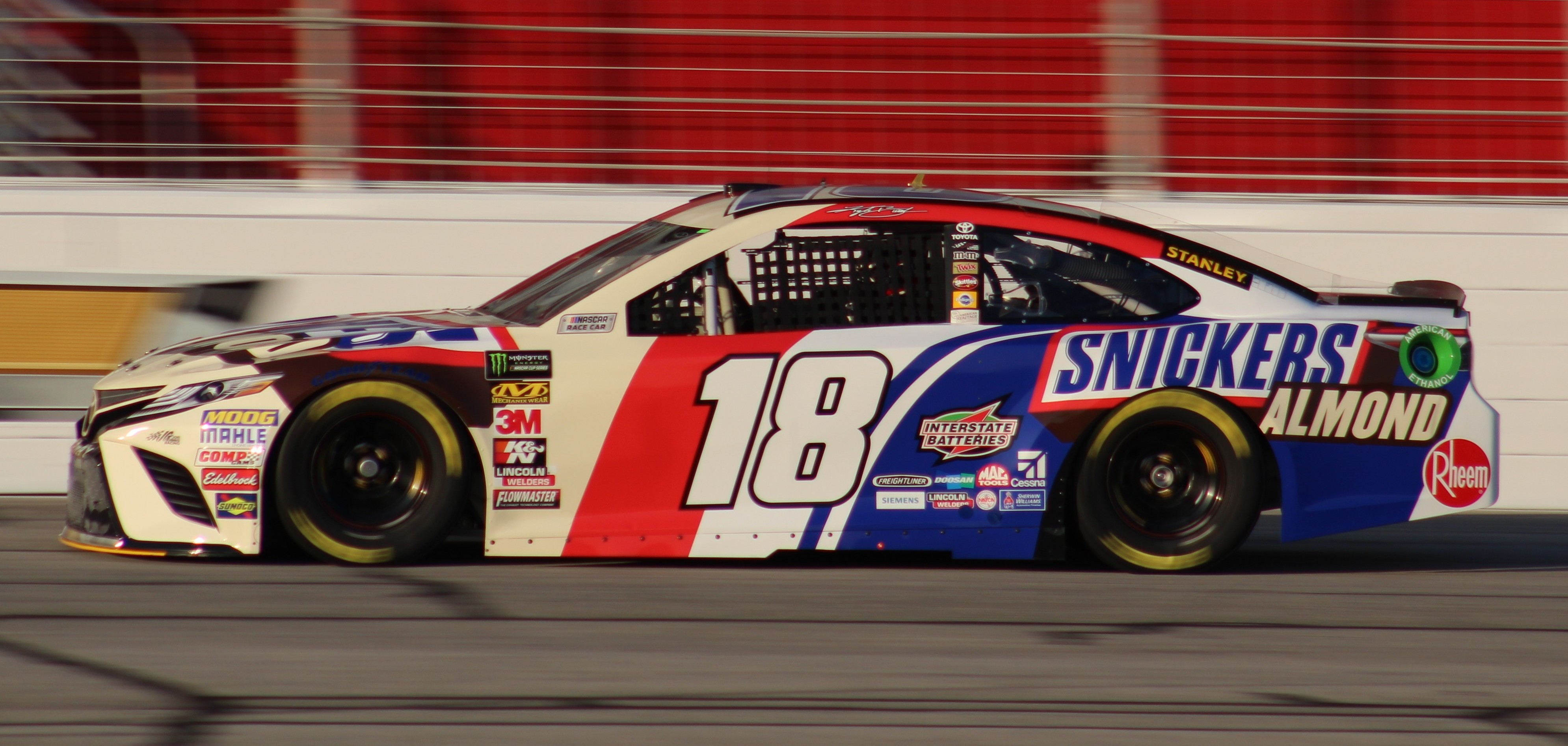
Kyle Busch com a pintura dos Snickers
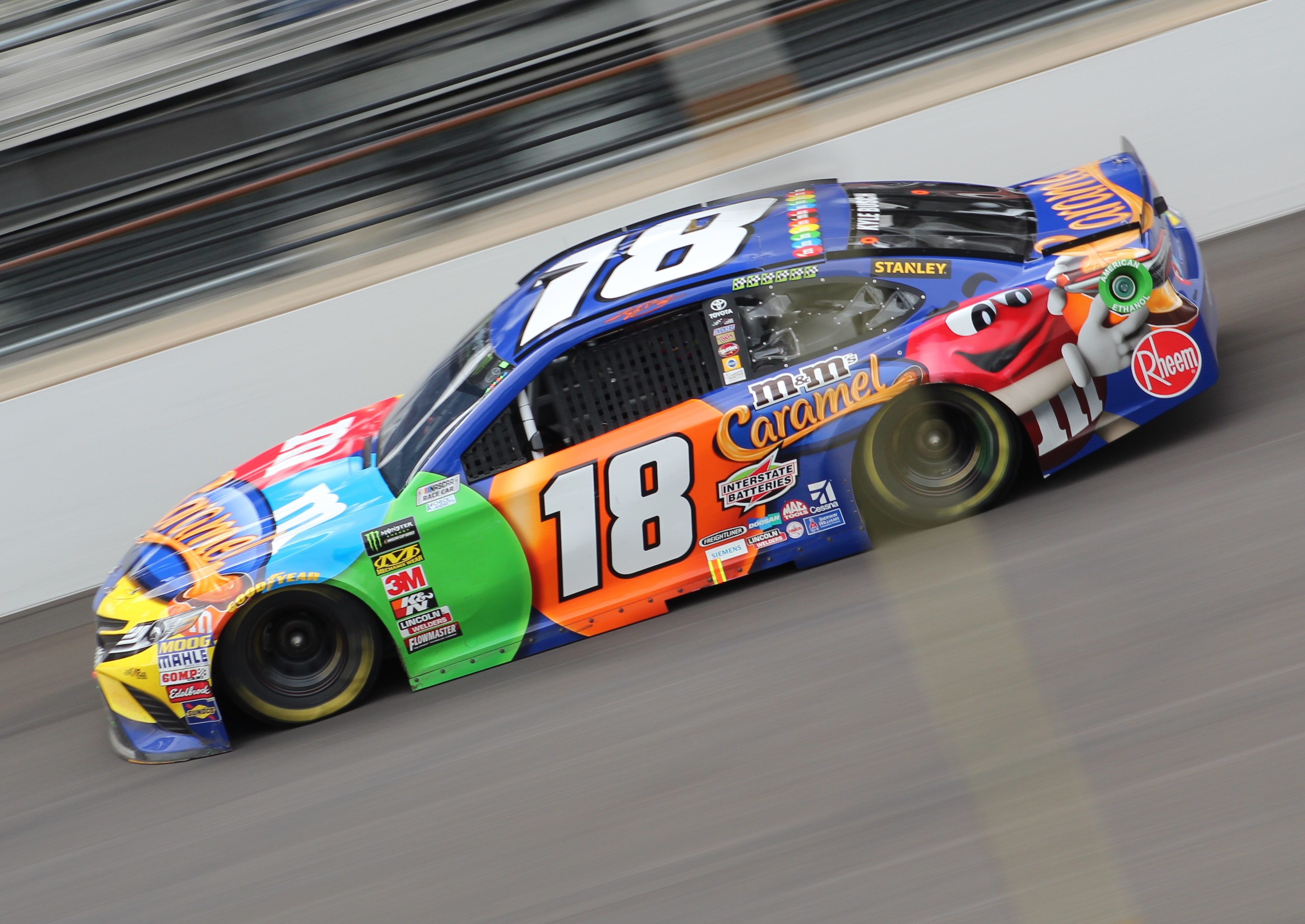
Kyle Busch com a pintura dos M&Ms Caramel
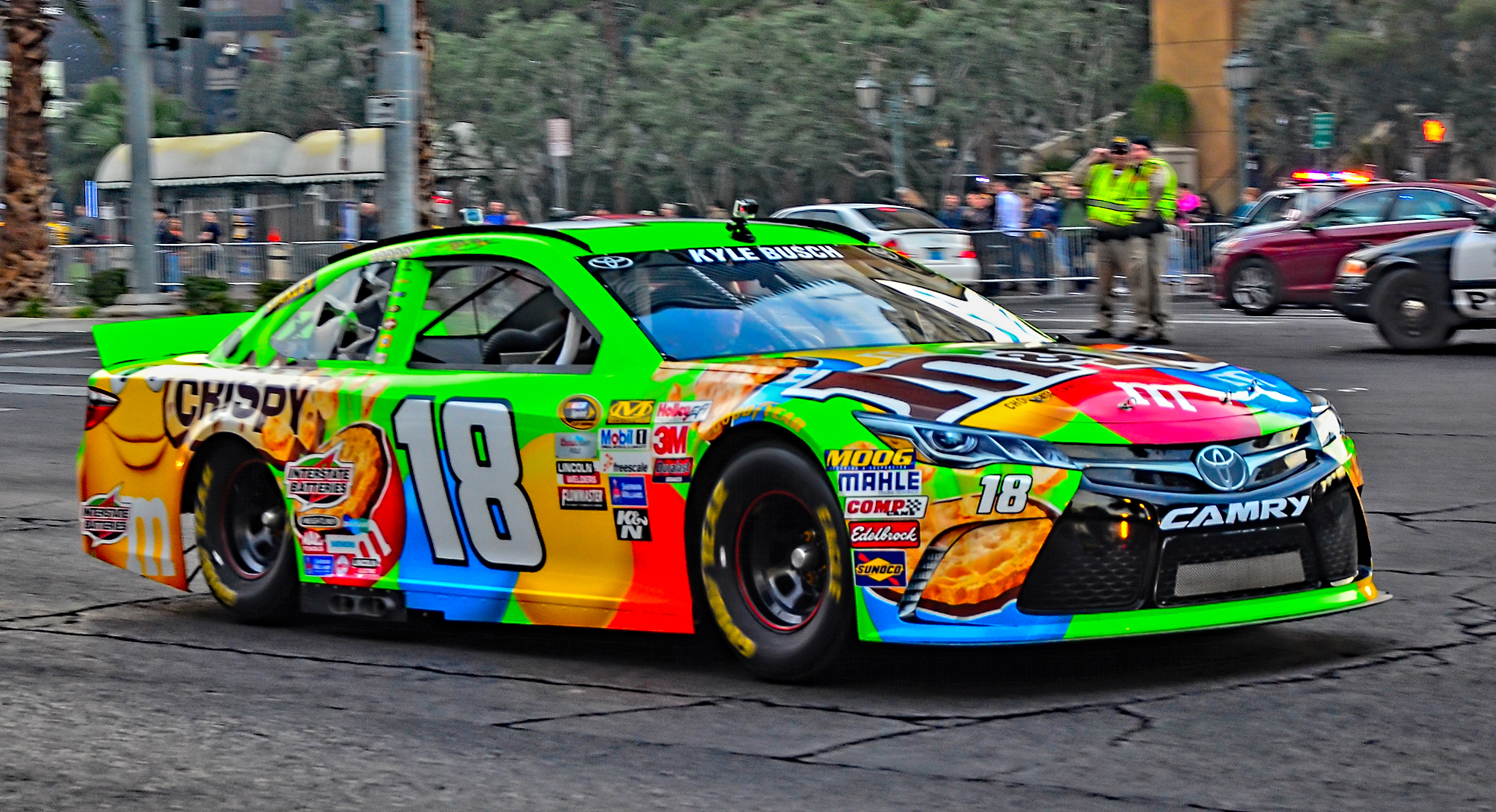
Kyle Busch com a pintura dos M&Ms Crispy
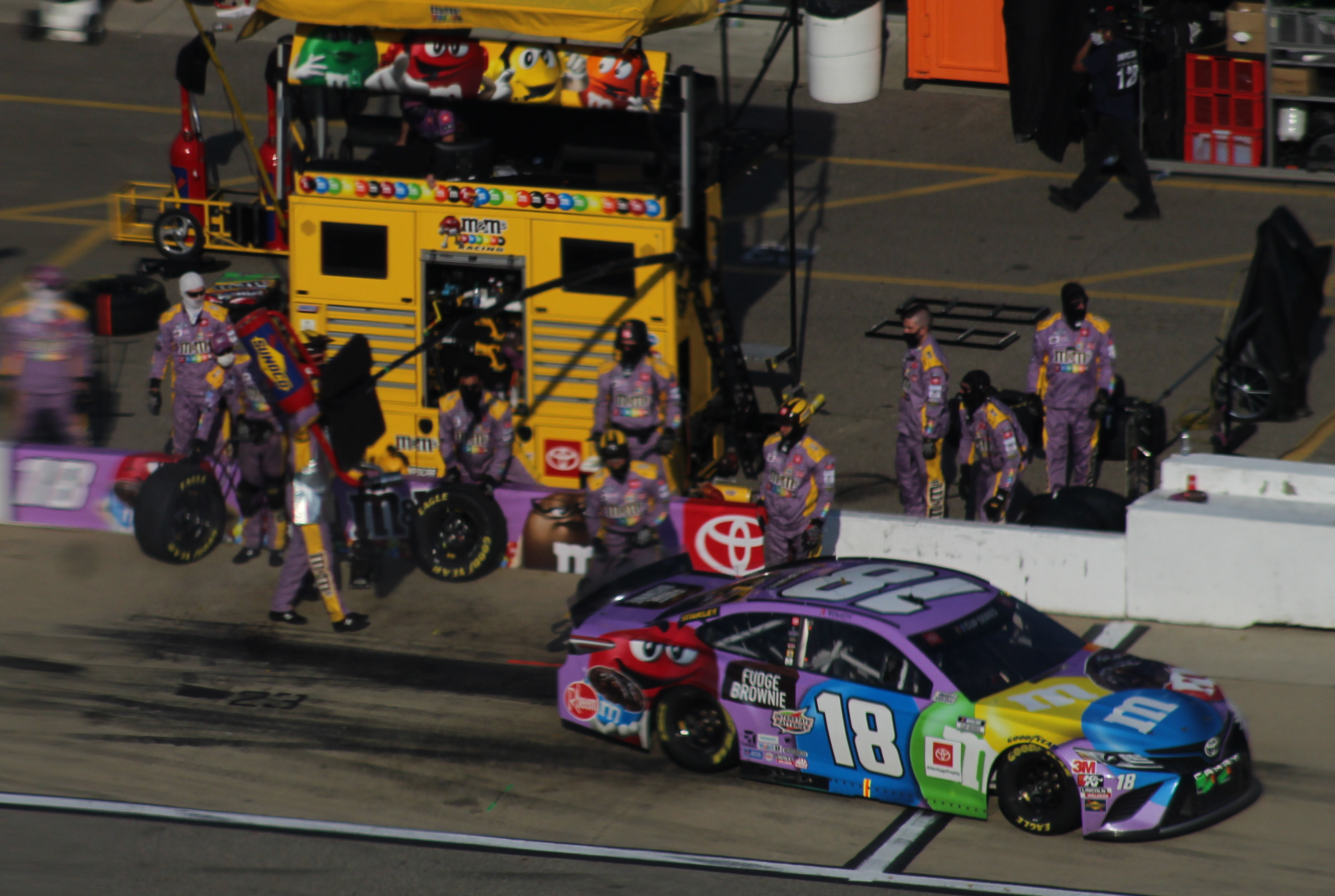
Kyle Busch com a pintura dos M&Ms Fudge Brownie